# آریق‌دام
آریق‌دام (به لاتین: Arıqdam) یک منطقه مسکونی در جمهوری آذربایجان است که در شهرستان گدابیگ واقع شده است. آریق‌دام ۲۲۰۰ نفر جمعیت دارد.